# Die Islandglocke
Die Islandglocke (isländisch Íslandsklukkan), geschrieben und in drei Einzelbänden veröffentlicht von 1943 bis 1946, ist das bekannteste Werk des isländischen Schriftstellers Halldór Laxness (1902–1998). Der historische Roman über eine bedrückende Epoche der dänischen Kolonisierung Islands besteht aus drei Teilen: Íslandsklukkan (dt. Die Glocke Islands, 1943), Hið ljósa man (dt. Die lichte Maid, 1944), Eldur í Kaupinhafn (dt. Feuer in Kopenhagen, 1946). Die drei Bände erschienen unter dem gemeinsamen Titel gesammelt 1957. Eine dänische Ausgabe erschien 1946/47, die deutschsprachige Erstausgabe stammt aus dem Jahr 1951, eine Neuübersetzung erschien 1993.

## Inhalt
Die Handlung erstreckt sich über mehr als zwei Jahrzehnte und spielt im unter dänischer Herrschaft stehenden Island des späten 17. und frühen 18. Jahrhunderts; die zeitliche Verdichtung in Wirklichkeit weiter auseinander liegender Ereignisse der lokalen Geschichte macht eine genauere Datierung unmöglich. Einige kürzere Episoden spielen auch in den Niederlanden, Deutschland und vor allem Dänemark. Die soziale und politische Situation Islands spielt dabei die entscheidende Rolle; gezeigt werden die durch Pest und Hungersnöte verelendeten Bauern, die stolze, aber gleichfalls recht einfach lebende Oberschicht und die reichen dänischen Profiteure, die den Seehandel und Fischfang der Isländer unterbunden haben und alle Verstöße drakonisch bestrafen, um ihr (von 1602 bis 1787 gesetzlich verankertes) Handels- und Preissetzungsmonopol zu sichern. Schon der Diebstahl einer Angelschnur gilt als Verbrechen. Die aus Dänemark importierte Reformation und die korrupte dänische Gerichtsbarkeit sind Bestandteile des Unterdrückungsmechanismus; die Handlungen der Amtsträger sind durch Willkür gekennzeichnet. Deutlich wird aber auch der Stolz der Isländer aller Schichten auf ihr Land und seine alten Überlieferungen, die von ihnen – obwohl sie meist nicht lesen können – immer wieder rezitiert werden oder die ihnen zumindest noch vom Hörensagen bekannt sind.
Eng verknüpft, fast zu eng, um als getrennte Handlungsstränge betrachtet zu werden, stehen zwei Geschichten im Mittelpunkt. Da ist einmal die nur kurzzeitig glückliche Liebesgeschichte zwischen der schönen, selbstbewussten und vornehmen blonden Richterstocher Snæfriður Íslandssól, einer elfenartigen, aber ebenso leidenschaftlichen wie rücksichtslosen Figur, die zum Teil Laxness’ Phantasie entsprungen ist, und dem Gelehrten Arnas Arnaeus, der auf dem Lande nach kostbaren alten Handschriften sucht, die teilweise zweckentfremdet und der Zerstörung ausgesetzt sind, für ihn das wichtigste Erbe aus den glanzvollen Zeiten des nun erniedrigten Landes. Auch die Schweden, die mit den Dänen im Krieg liegen, stellen diesen Handschriften nach, da sie sie für „götisch“ halten.

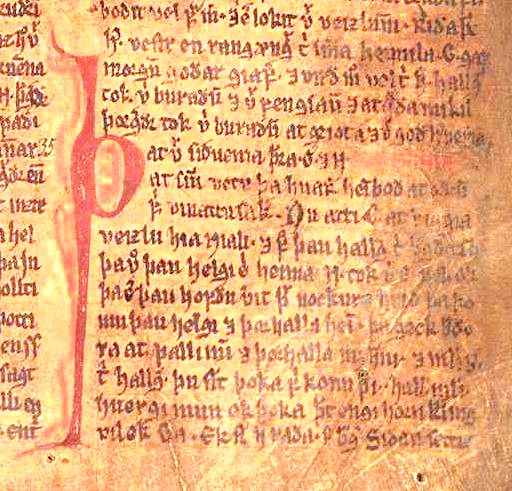
Das Möðruvallabók, eine Sammlung isländischer Sagas auf ca. 200 Folioblättern, entstand um 1350, wurde 1690 von Árni Magnússon gekauft und 1974 an Island zurückgegeben

Snæfriður heiratet nach Arnas’ Rückreise nach Dänemark einen heruntergekommenen Junker, einen Säufer, dessen Eskapaden sie klaglos erträgt; sie akzeptiert nicht den „zweitbesten“ Heiratskandidaten, den man ihr vorschlägt, sondern wählt den schlechtesten. Später versucht Arnaeus als königlicher Beauftragter vergebens, die Situation auf der Insel zu verbessern; seine Ideale der Gerechtigkeit trifft auf den Starrsinn der auf ihre althergebrachte Gesellschaftsordnung stolzen Isländer und auf den Widerstand der dänischen Kaufleute. Immer wieder entscheidet sich Arnaeus gegen Snæfriður und für andere Vorhaben, die, wie er glaubt, wichtiger sind für das Land.
Der zweite Handlungsstrang stellt den nur scheinbar naiven, mit allen Wassern gewaschenen Zinsbauern Jón Hreggviðsson in den Mittelpunkt. Er hat eine Angelschnur gestohlen, wird gezwungen, die Gerichtsglocke, die die Dänen beschlagnahmen wollen, zu zerschlagen, beleidigt den König durch einen Spottvers über dessen Mätressen und wird vom Henker ausgepeitscht, unternimmt dann mit dem Henker ein Saufgelage, wird anschließend wieder verhaftet, da dieser verschwunden ist, und wird des Mordes am verschwundenen Henker angeklagt. Mit unerschütterlichem Gleichmut lässt er alle Strafen und Misshandlungen über sich ergehen, verspottet jedoch seine Peiniger. Er kann sich der Hinrichtung gerade noch entziehen, flieht auf einem holländischen Fischerboot und irrt anschließend jahrelang durch Europa. Deutschland wird in diesem Zusammenhang negativ dargestellt, erscheint es doch als eine Karikatur der militaristischen Preußens und zugleich des nationalsozialistischen Polizeistaats, wo Fritz von Blitz mit Pickelhaube sein Unwesen treibt und Menschen massenhaft hingerichtet werden – ein Reflex auf die Entstehungszeit des Romans während des Dritten Reichs.
Nach Jóns Rückkehr nach Island wird der Prozess immer wieder aufgerollt. Snæfriðurs Vater hat ihn das erste Mal aufgrund vager Indizien und Zeugenaussagen verurteilt, das Mädchen selbst hat ihm die Flucht ermöglicht, ihr Vater lässt ihn dann unbehelligt zum Hof zurückkehren. Arnaeus veranlasst im Namen der Gerechtigkeit die erste, in einem harten Urteil gegen den Richter, Snæfriðurs Vater, endende Wiederaufnahme des Prozesses. Snæfriður veranlasst Jahre danach eine zweite, um durch eine Verurteilung Jons und Arnaeus’ die Ehre ihres Vaters als eines Mitglieds der traditionsreichen isländischen Oberschicht wiederherzustellen. Die Vater-Tochter-Beziehung wird nun wieder wichtiger als die Liebesbeziehung: Snæfriður wendet sich endgültig von dem Modernisierer Arnaeus und seiner aufklärerischen Idee von Gerechtigkeit ab und bekennt sich zur vorreformatorischen nationalen Tradition, die durch die Dänen zerstört wurde. Ein Besuch von Arnaeus bringt ihre Absage wieder ins Wanken.
Arnaeus, der beim dänischen König in Ungnade gefallen ist, lehnt nach seiner Rückkehr nach Dänemark jedoch das schon länger bestehende Angebot eines Hamburger Kaufmanns ab, Island zu kaufen und ihn pro forma zum Herzog des deutschen Kaisers zu machen. Das hätte Island zu einem deutschen Vasallenstaat gemacht, obwohl es den Wohlstand der Menschen sicherlich gefördert hätte. Damit ist auch die letzte Möglichkeit seiner Rückkehr und einer gemeinsamen Zukunft mit Snæfriður verstellt. Ihm erscheinen die Hanseaten zwar als liberale Kaufleute, die im Gegensatz zu den Dänen Maße und Gewichte einhalten, aber das Land bald mit eigenen Siedlern kolonisieren würden, woran die Dänen, die allein aus der Übervorteilung der Isländer beim Handel Gewinn zögen, keinerlei Interesse hätten.
Ein Brand Kopenhagens – Laxness hat die Katastrophe von 1728 im Blick – vernichtet Arnaeus' Bibliothek bis auf wenige Werke, seine Resignation verhindert die Rettung. Snæfriður heiratet ihren von ihr zuvor immer wieder demütigend zurückgewiesenen „ewigen Freier“, den gelehrten, zeitweise fanatisch asketischen und dem Katholizismus zugeneigten neuen Bischof von Skálholt. Jón, mittlerweile stark gealtert und zermürbt, wird schließlich freigesprochen.

## Interpretatorische Einordnung und Hintergrund
Laxness schrieb das Buch während des Zweiten Weltkriegs, als es Island mit Hilfe der Alliierten gelang, sich von der jahrhundertelangen Dominanz des seit 1940 von Deutschland kontrollierten Dänemark zu befreien.
Auf die Anzeichen der massiven Verarmung der Insel und die koloniale Unterdrückungssituation macht der Autor mit eher knappen Hinweisen aufmerksam. Wenn z. B. ein vermeintlicher Zauberer verbrannt werden soll, scheitert das daran, dass die Einwohner kein Reisig herausgeben wollen, das sie in dem waldarmen Land als Brennstoff gesammelt haben. Die Menschen wohnten in Erdhütten, Kinder werden als Arbeitskräfte an die holländischen Fischer verkauft, arme Leute kauen auf Fischschwänzen und Lederresten, Hütejungen essen verfaulte Seehasen, aus denen die Würmer kriechen, Hühner sind weithin unbekannt, und die einzigen Schweine auf der Insel – „Wundertiere“ – gehören der dänisch-isländischen Handelsmonopolgesellschaft.

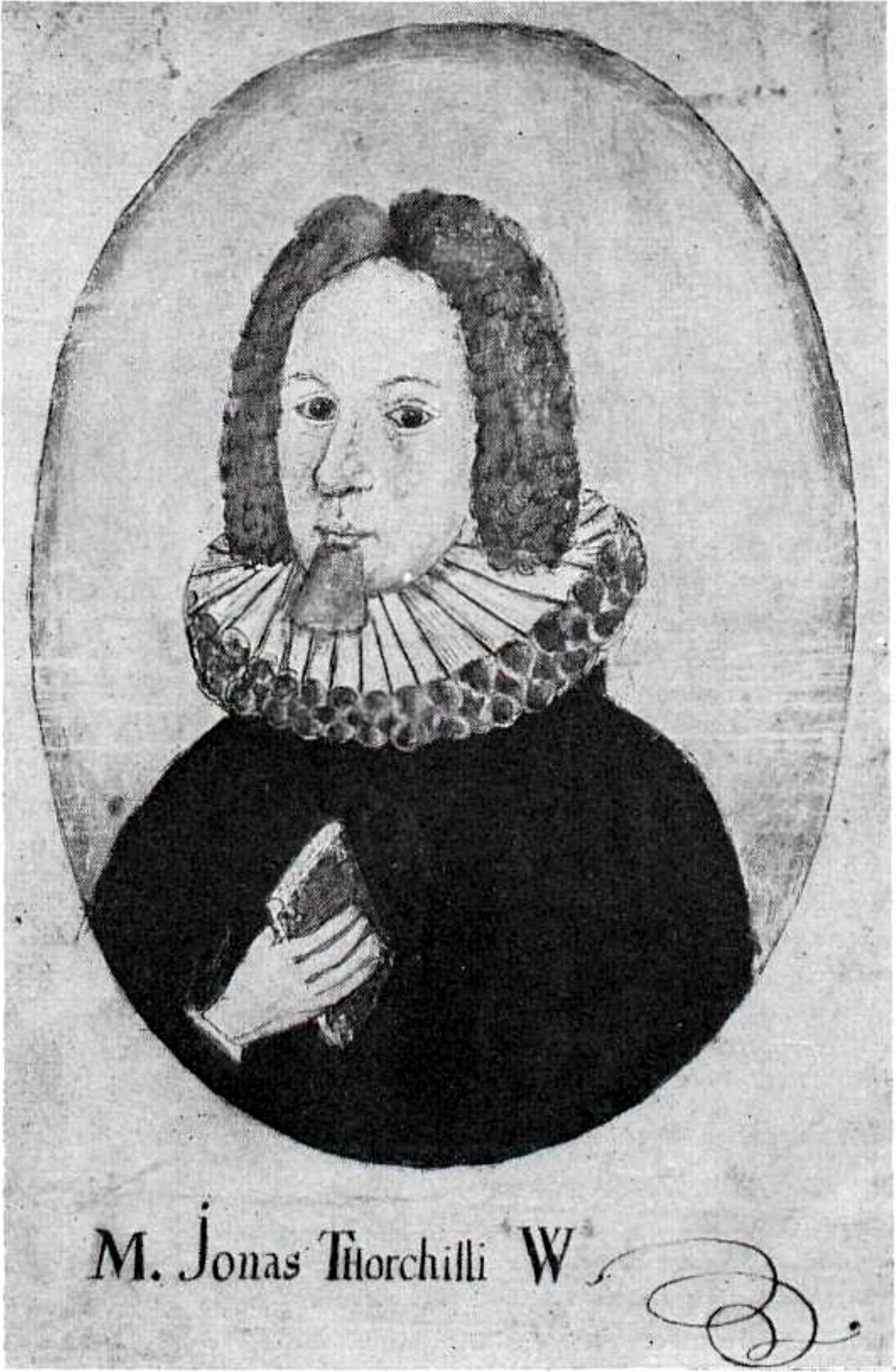
Zeitgenössische Zeichnung von Jón Vídalín, Bischof von Skálholt (1666–1720)

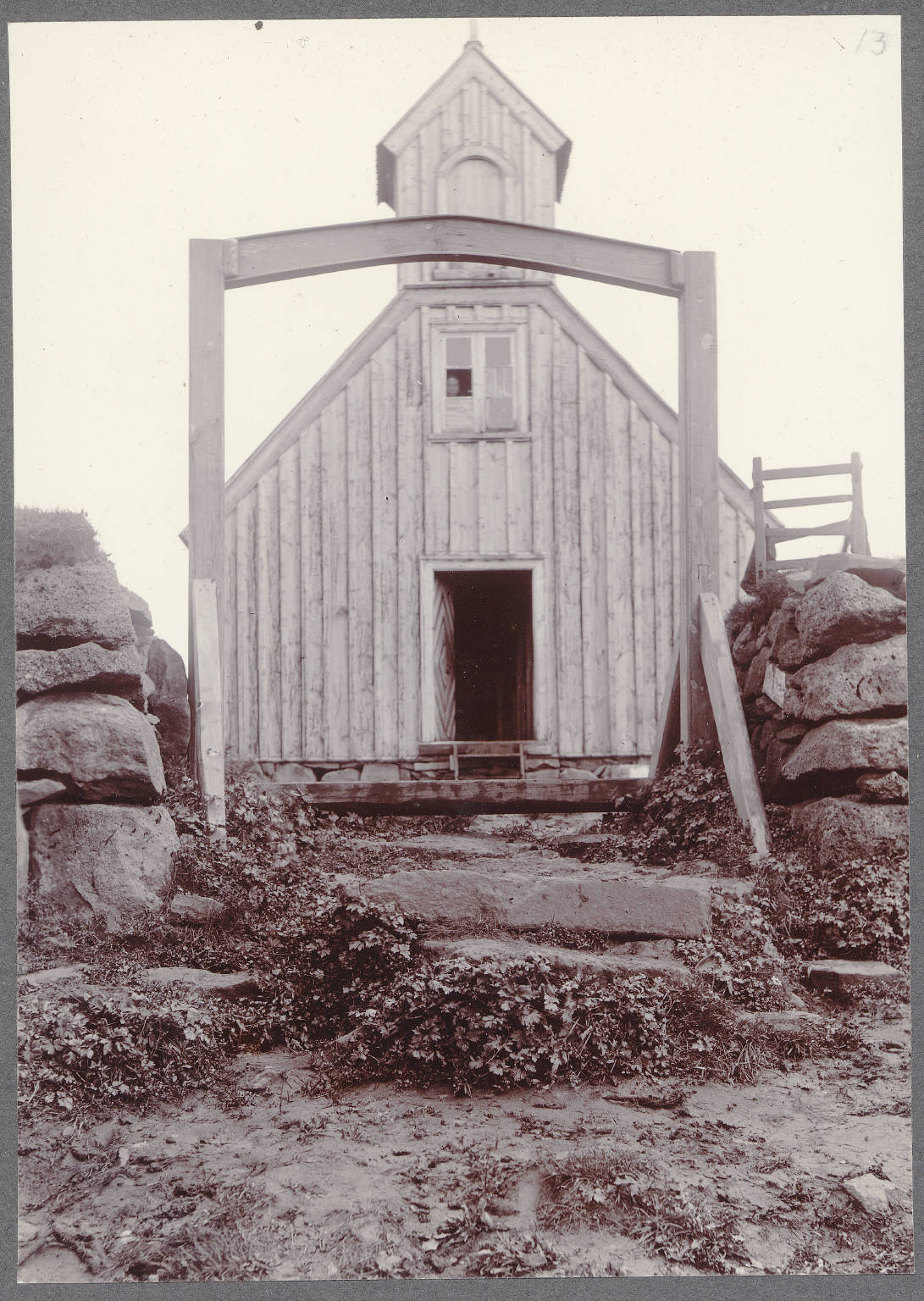
Frühere Kirche von Skálholt (1851–1961). Im 17. Jahrhundert gab es auf der Insel jedoch nur Treibholz.

Der auf den Bauern Jón bezogene Handlungsstrang, der mit dem ersten um Arnas Árnaeus eng verknüpft ist, erinnert nicht nur durch seine episodische Struktur und die scheinbare Naivität des Helden an berühmte Schelmenromane wie etwa Grimmelshausens Der abenteuerliche Simplicissimus Teutsch.
Viele wichtige Personen und Ereignisse beruhen auf Fakten, die sich aus dem intensiven Quellenstudium des Autors ergaben. Tatsächlich ereignet haben sich etwa der Prozess gegen Jón Hreggvidson und der Brand Kopenhagens. Die Figur des Arnas Arnaeus ist an die historische Gestalt des Árni Magnússon (1663–1730, lat.: Arnas Magnaeus) angelehnt, der zu Beginn des 18. Jahrhunderts in Island herumreiste und alte Schriften aufkaufte. Auf diese Weise wurden kostbare Manuskripte u. a. von Sagas vor dem Verfall und Verschwinden gerettet. Die sogenannte Arnamagnäanische Sammlung von 66 Manuskripten wurde zunächst in Kopenhagen aufbewahrt, aber in den 1970er Jahren zum Teil an Island zurückgegeben.
Snæfriður kann man am ehesten mit Þórdís Jónsdóttir, der Schwester der Frau des Bischofs von Skálholt Jón Vídalín assoziieren; doch trägt sie Züge der schönen, viermal verheirateten Guðrún Ósvífrsdóttir aus der im 13. Jahrhundert entstandenen Laxdæla saga. Von Guðrún, die an der Planung der Ermordung ihres Geliebten beteiligt war, wird der Ausspruch überliefert: Zu dem, den ich am meisten liebte, war ich am schlechtesten, während Snæfriður den Schlechtesten heiratet, da sie den Besten nicht bekommen kann, und später ihren Geliebten vor Gericht zerrt, um den Ruf ihres Vaters wiederherzustellen.
Die Personen, ihre Eigentümlichkeiten und die komplexen Beziehungen, in denen vor allem Snæfriður befangen ist, hat Laxness teils nach eigenen Erfahrungen gestaltet. Auch er glaubte in den 1920er Jahren zeitweise an die zerstörerische Wirkung des Lutheranismus und die heilende Kraft des Katholizismus, zu dem er konvertierte. Skeptisch blieb er gegenüber idealistischen Eiferern.

## Stil
Der Stil variiert souverän zwischen dem sachlich-lakonischen Berichtsstil der isländischen Sagas, der bürokratischen dänischen Kanzleisprache und religiöser Rhetorik mit lateinischen Einsprengseln, je nachdem welche Personen charakterisiert werden. So verleihen die Kolonialherren den Isländern bezeichnenderweise dänische Namen. Charakteristisch für die Erzählweise ist, dass die Motive der Personen und der wirkliche Handlungsverlauf oft unklar bleiben und nur im Nachhinein erschlossen werden können: Die Figuren behalten meist ihre Geheimnisse für sich.
Der Text enthält zahlreiche Hinweise auf die isländisch-dänische Geschichte und lokale Historien und Mythen, die ohne einen (nicht in der isländischen oder dänischen, sondern nur in der älteren deutschen Ausgabe vorhandenen, jedoch zweifelhaften) Anmerkungsapparat nicht leicht zu verstehen sind. Nicht dem Original entstammende altertümliche Wendungen in der deutschen Erstausgabe wurden in der Neuübersetzung angepasst; die im Original nicht vorhandenen Anführungszeichen der wörtlichen Rede wurden wieder entfernt.